# Sideroxylon sessiliflorum
Sideroxylon sessiliflorum är en tvåhjärtbladig växtart som först beskrevs av Jean Louis Marie Poiret, och fick sitt nu gällande namn av René Paul Raymond Capuron och André Aubréville. Sideroxylon sessiliflorum ingår i släktet Sideroxylon och familjen Sapotaceae.
Artens utbredningsområde är Mauritius. Inga underarter finns listade i Catalogue of Life.

## Bildgalleri

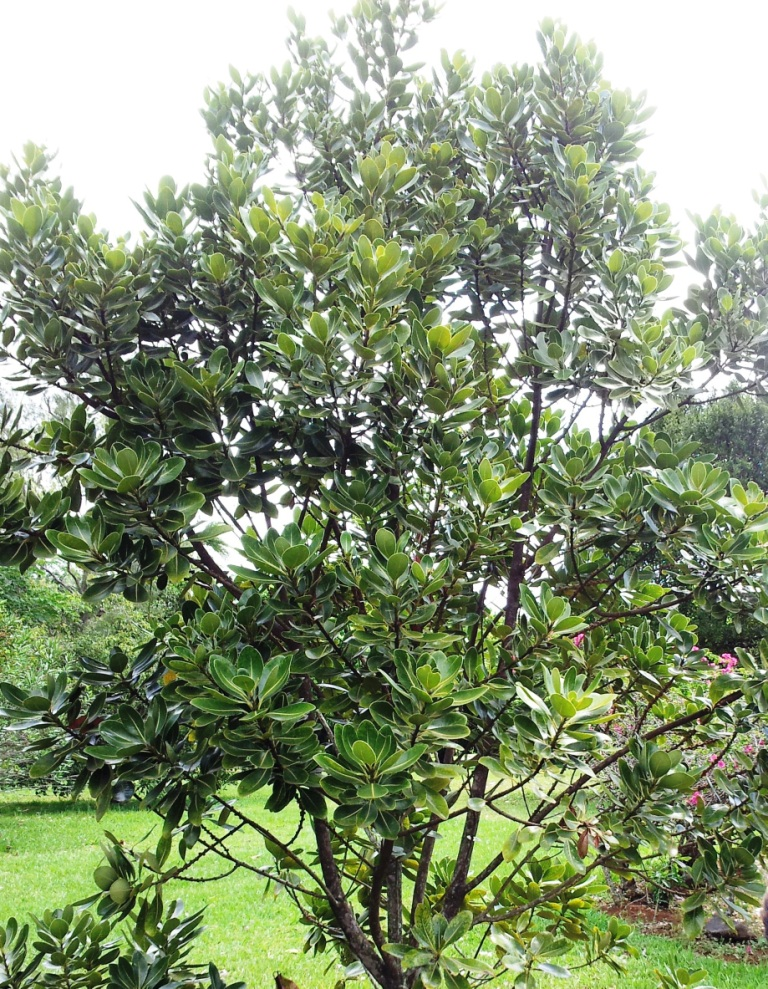
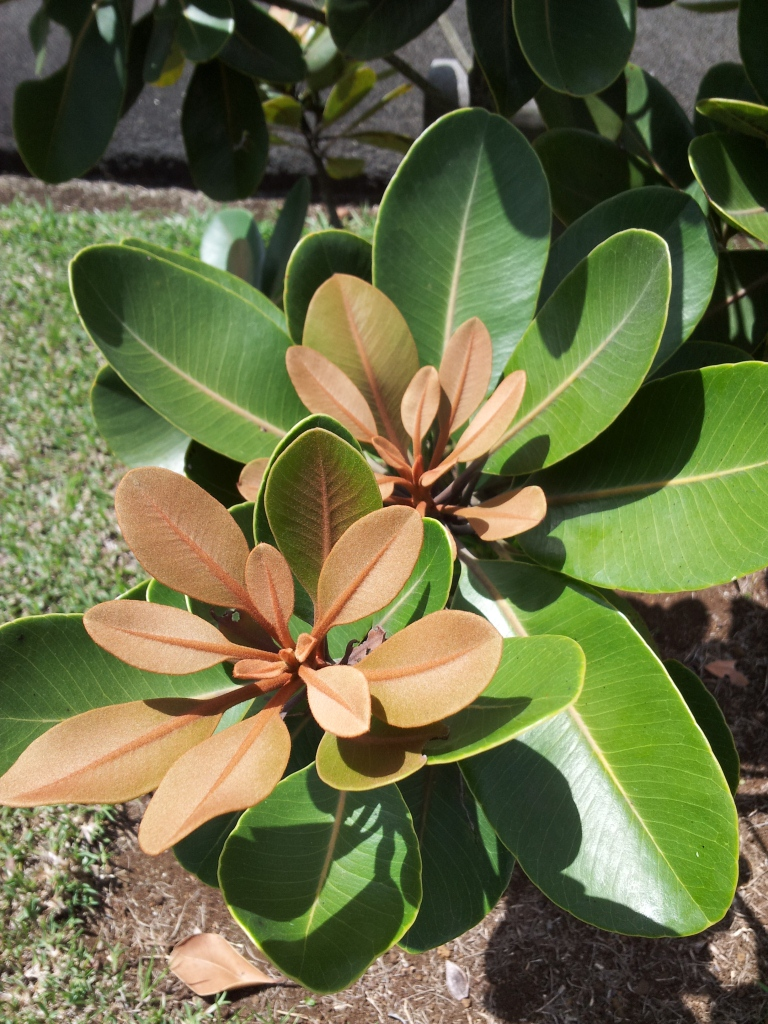
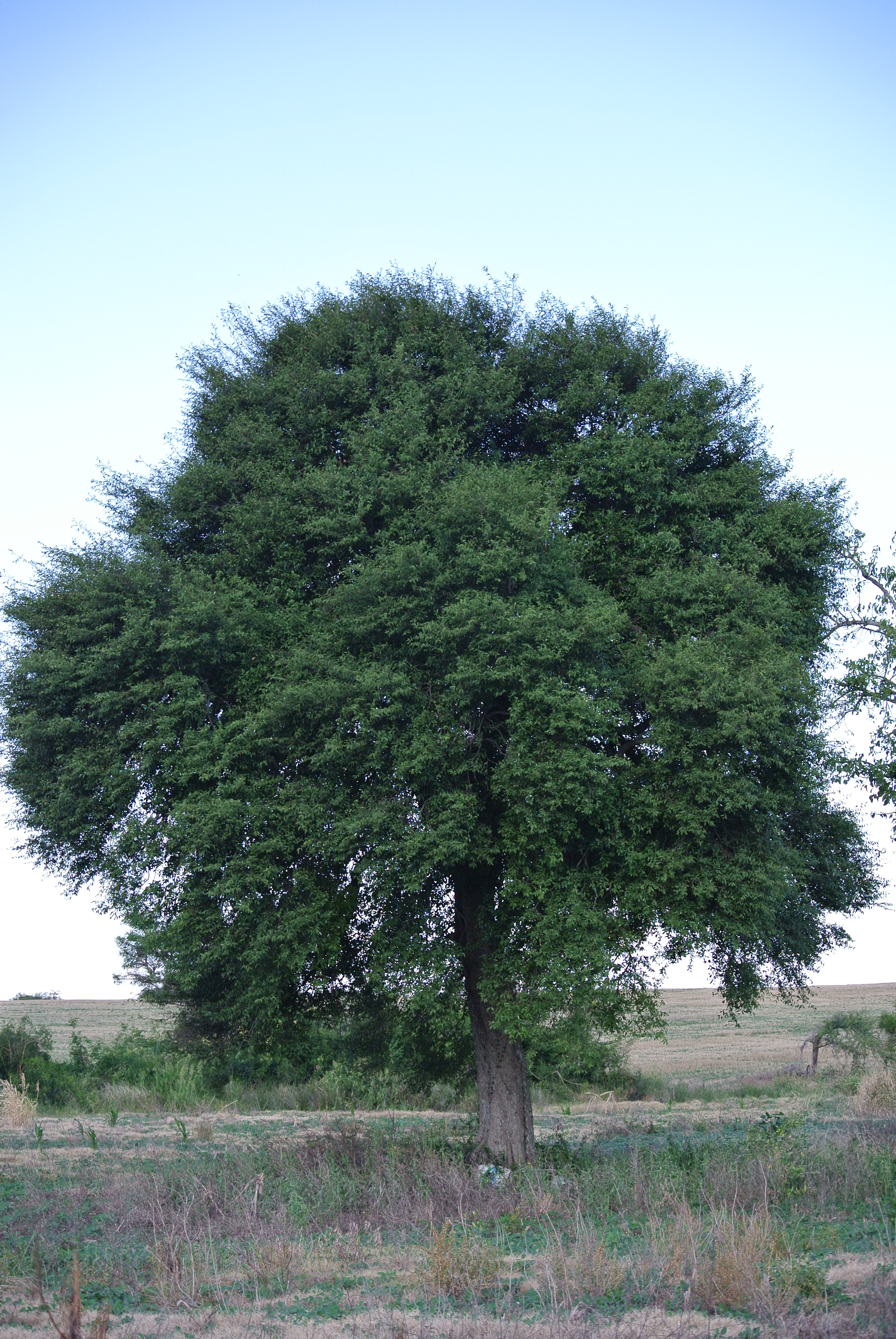